# Смит, Кэмерон
Кэ́мерон «Кэ́мми» Смит (англ. Cameron «Cammy» Smith; 11 декабря 1993, Перт, Шотландия) — шотландский кёрлингист.
Играет на позициях первого. В числе прочего, был участником мужской сборной Шотландии на чемпионатах Европы и мужской сборной Великобритании на зимней Универсиаде 2013 (серебряный призёр).

## Достижения
- Зимние Универсиады: серебро (2013).
- Чемпионат Европы по кёрлингу: серебро (2017).
- Чемпионат Шотландии по кёрлингу среди мужчин: серебро (2019, 2020), бронза (2017).
- Чемпионат мира по кёрлингу среди юниоров: золото (2013), серебро (2014).
- Чемпионат Шотландии по кёрлингу среди юниоров: золото (2013, 2014), серебро (2015).
- Чемпионат Шотландии по кёрлингу среди смешанных команд: серебро (2015, 2017), бронза (2016).

## Команды
| Сезон                                          | Четвёртый     | Третий         | Второй       | Первый        | Запасной                                                  | Турниры                                            |
| ---------------------------------------------- | ------------- | -------------- | ------------ | ------------- | --------------------------------------------------------- | -------------------------------------------------- |
| 2011—12                                        | Murray Young  | Стюарт Тейлор  | Кэмерон Смит | Angus Dowell  |                                                           | ЧШМ 2012 (10 место)                                |
| 2012—13                                        | Кайл Смит     | Томас Мёрхэд   | Кайл Уодделл | Кэмерон Смит  | Хэмми Макмиллан мл. (ЧМЮ) тренер: Дэвид Рэмзи             | ЧШЮ 2013 · ЧМЮ 2013 · ЧШМ 2013 (7 место)           |
| 2013—14                                        | Кайл Смит     | Томас Мёрхэд   | Кайл Уодделл | Кэмерон Смит  | Деррик Слоун (ЗУ) Дункан Мензис (ЧМЮ) тренер: Дэвид Рэмзи | ЗУ 2013 · ЧШЮ 2014 · ЧМЮ 2014 · ЧШМ 2014 (5 место) |
| 2014—15                                        | Кайл Уодделл  | Callum Kinnear | Кэмми Смит   | Крейг Уодделл | тренер: Дэвид Рэмзи                                       | ЧШЮ 2015                                           |
| 2014—15                                        | Кайл Смит     | Грант Харди    | Кайл Уодделл | Кэмерон Смит  | Дункан Мензис                                             | ЧШМ 2015 (6 место)                                 |
| 2015—16                                        | Кайл Смит     | Томас Мёрхэд   | Кайл Уодделл | Кэмерон Смит  | Глен Мёрхэд (ЧЕ) тренер: Виктор Челль                     | ЧЕ 2015 (5 место) ЧШМ 2016 (6 место)               |
| 2016—17                                        | Кайл Смит     | Томас Мёрхэд   | Кайл Уодделл | Кэмерон Смит  |                                                           | ЧШМ 2017                                           |
| 2017—18                                        | Кайл Смит     | Томас Мёрхэд   | Кайл Уодделл | Кэмерон Смит  | Глен Мёрхэд (ЧЕ) тренер: Виктор Челль                     | ЧЕ 2017 · ЗОИ 2018 (5 место)                       |
| 2018—19                                        | Глен Мёрхэд   | Кайл Смит      | Томас Мёрхэд | Кэмерон Смит  |                                                           | ЧШМ 2019                                           |
| 2019—20                                        | Глен Мюрхед   | Кайл Смит      | Томас Мюрхед | Кэмерон Смит  | тренер: Эл Хакнер                                         | ЧШМ 2020                                           |
| Кёрлинг среди смешанных команд (mixed curling) |               |                |              |               |                                                           |                                                    |
| 2014—15                                        | Крейг Уодделл | Хизер Мортон   | Кэмми Смит   | Jodie Milroy  |                                                           | ЧШСК 2015                                          |
| 2015—16                                        | Крейг Уодделл | Мили Смит      | Кэмми Смит   | Софи Синклер  |                                                           | ЧШСК 2016                                          |
| 2016—17                                        | Крейг Уодделл | Мили Смит      | Кэмми Смит   | Софи Синклер  |                                                           | ЧШСК 2017                                          |
| 2017—18                                        | Крейг Уодделл | Мили Смит      | Кэмми Смит   | Софи Синклер  |                                                           | ЧШСК 2018 (5 место)                                |

(скипы выделены полужирным шрифтом)

## Частная жизнь
Из семьи известных шотландских кёрлингистов. Его отец — Дэвид Смит, чемпион мира и Европы. Старший брат Кэмерона, Кайл Смит, играет в одной команде с Кэмероном, является скипом команды.